# My Wife is the Student Council President
My Wife is the Student Council President (おくさまが生徒会長！?, Okusama ga seito kaichō!, lett. "Mia moglie è la presidente del consiglio studentesco!") è un manga shōnen scritto e disegnato da Yumi Nakata, serializzato sulla rivista Comic Rex di Ichijinsha dal 27 agosto 2011 al 27 agosto 2018. Un adattamento anime, prodotto da Seven, è stato trasmesso in Giappone in due stagioni tra il 1º luglio 2015 e il 18 dicembre 2016.

## Trama
Hayato Izumi è uno dei candidati per il ruolo di presidente del consiglio studentesco del suo nuovo liceo, che tuttavia finisce per perdere e diventare vicepresidente a causa di Ui Wakana, una ragazza che vince le elezioni promuovendo l'amore libero sul campus e lanciando preservativi in mezzo al pubblico durante il suo discorso elettorale. Più tardi, Hayato scopre che, secondo un accordo dei suoi genitori (facilitato dall'alcool), Ui è anche la sua promessa sposa, ragion per cui i due iniziano a vivere insieme.

## Personaggi
Ui Wakana (若菜 羽衣?, Wakana Ui)
Doppiata da: Natsumi Takamori (drama-CD), Ayana Taketatsu (anime)
Hayato Izumi (和泉 隼人?, Izumi Hayato)
Doppiato da: Kazuyuki Okitsu
Ayane Niikura (新倉 あやね?, Niikura Ayane)
Doppiata da: Yūki Horinaka (drama-CD), Aoi Fujimoto (anime)
Karen Fujisaki (藤咲 可憐?, Fujisaki Karen)
Doppiata da: Asami Shimoda (drama-CD), Yoshie Sugiyama (anime)
Rin Misumi (三隅 倫?, Misumi Rin)
Doppiata da: Yuri Komagata (drama-CD), Minami Tsuda (anime)
Makoto Sawatari (猿渡 真都?, Sawatari Makoto)
Doppiata da: Juri Nagatsuma
Misato Wakana (若菜 みさと?, Wakana Misato)
Doppiata da: Tomoko Kaneda
Kei Misumi (三隅 慧?, Misumi Kei)
Doppiata da: Ryōko Shiraishi

## Media

### Manga
La serie, scritta e disegnata da Yumi Nakata, è stato serializzato sulla rivista Comic Rex di Ichijinsha dal 27 agosto 2011 al 27 agosto 2018. I vari capitoli sono stati raccolti in tredici volumi tankōbon, pubblicati tra il 20 gennaio 2012 e al 27 novembre 2018.

#### Volumi
| Nº | Data di prima pubblicazione                | Data di prima pubblicazione                                                 | Data di prima pubblicazione |
| Nº | Giapponese                                 | Giapponese                                                                  |                             |
| -- | ------------------------------------------ | --------------------------------------------------------------------------- | --------------------------- |
| 1  | 20 gennaio 2012                            | ISBN 978-4-7580-6293-0                                                      |                             |
| 2  | 27 luglio 2012                             | ISBN 978-4-7580-6322-7                                                      |                             |
| 3  | 27 giugno 2013 (ed. regolare & limitata)   | ISBN 978-4-7580-6354-8 (ed. regolare) ISBN 978-4-7580-6370-8 (ed. limitata) |                             |
| 4  | 27 luglio 2013 (ed. regolare & limitata)   | ISBN 978-4-7580-6392-0 (ed. regolare) ISBN 978-4-7580-6393-7 (ed. limitata) |                             |
| 5  | 27 giugno 2014 (ed. regolare & speciale)   | ISBN 978-4-7580-6435-4 (ed. regolare) ISBN 978-4-7580-6436-1 (ed. speciale) |                             |
| 6  | 26 luglio 2014 (ed. regolare & speciale)   | ISBN 978-4-7580-6456-9 (ed. regolare) ISBN 978-4-7580-6457-6 (ed. speciale) |                             |
| 7  | 27 aprile 2015 (ed. regolare & speciale)   | ISBN 978-4-7580-6503-0 (ed. regolare) ISBN 978-4-7580-6504-7 (ed. speciale) |                             |
| 8  | 27 luglio 2015 (ed. regolare & speciale)   | ISBN 978-4-7580-6522-1 (ed. regolare) ISBN 978-4-7580-6523-8 (ed. speciale) |                             |
| 9  | 27 gennaio 2016 (ed. regolare & speciale)  | ISBN 978-4-7580-6557-3 (ed. regolare) ISBN 978-4-7580-6558-0 (ed. speciale) |                             |
| 10 | 3 agosto 2016 (ed. regolare & speciale)    | ISBN 978-4-7580-6602-0 (ed. regolare) ISBN 978-4-7580-6603-7 (ed. speciale) |                             |
| 11 | 27 aprile 2017 (ed. regolare & speciale)   | ISBN 978-4-7580-6654-9 (ed. regolare) ISBN 978-4-7580-6655-6 (ed. speciale) |                             |
| 12 | 27 febbraio 2018 (ed. regolare & speciale) | ISBN 978-4-7580-6717-1 (ed. regolare) ISBN 978-4-7580-6718-8 (ed. speciale) |                             |
| 13 | 27 novembre 2018 (ed. regolare & speciale) | ISBN 978-4-7580-6770-6 (ed. regolare) ISBN 978-4-7580-6771-3 (ed. speciale) |                             |

### Anime
L'adattamento anime è stato annunciato sul sito ufficiale della Ichijinsha nel 2014. La serie televisiva, prodotta dalla Seven e diretta da Hiroyuki Furukawa, è andata in onda dal 1º luglio al 16 settembre 2015. La sigla di apertura è Koisuru hiyoko (恋する☆ひよこ?) di Rekka Katakiri, mentre quelle di chiusura sono Koi × Ai = Equation (恋×愛＝イクエイション?, Koi × Ai = Ikueishon) di Ayana Taketatsu per gli episodi 1–6 e Realize (リアライズ?, Riaraizu) di Minami Tsuda per gli episodi 7–12. In Italia e nel resto del mondo all'infuori del Giappone la serie è stata trasmessa in streaming in versione simulcast da Crunchyroll. Un episodio OAV è stato pubblicato insieme all'edizione limitata del nono volume del manga il 27 gennaio 2016.
Una seconda stagione anime, intitolata My Wife is the Student Council President+! (おくさまが生徒会長！＋！?, Okusama ga seito kaichō!+!), è stata annunciata sul numero di marzo della rivista Comic Rex il 27 gennaio 2016. La serie, sempre a cura dello stesso staff della prima stagione, è stata trasmessa tra il 2 ottobre e il 18 dicembre 2016. In Italia e nel resto del mondo all'infuori del Giappone i diritti sono stati riconfermati da Crunchyroll.

#### Episodi
| Nº  | Titolo italiano Giapponese 「Kanji」 - Rōmaji                                                                                   | In onda           | In onda |
| Nº  | Titolo italiano Giapponese 「Kanji」 - Rōmaji                                                                                   | Giapponese        |         |
| 1   | La presidente del consiglio studentesco mette su famiglia 「生徒会長の嫁ぎ先」 - Seito kaichō no totsugi-saki                   | 1º luglio 2015    |         |
| 2   | La presidente del consiglio studentesco e la cena a casa 「生徒会長とおうちごはん」 - Seito kaichō to ouchi gohan               | 8 luglio 2015     |         |
| 3   | La presidente degli studenti e l'esperimento del tenersi per mano 「生徒会長と手つなぎ実験」 - Seito kaichō to tetsunagi jikken | 15 luglio 2015    |         |
| 4   | Ripararsi dalla pioggia senza la presidente 「生徒会長がいないところで雨宿り」 - Seito kaichō ga inai tokoro de amayadori       | 22 luglio 2015    |         |
| 5   | Far pace con la presidente 「生徒会長と仲直りのアレ」 - Seito kaichō to nakanaori no are                                        | 29 luglio 2015    |         |
| 6   | La famiglia della presidente del consiglio studentesco 「生徒会長と身内ちゃん」 - Seito kaichō to miuchi-chan                   | 5 agosto 2015     |         |
| 7   | La subdola presidente del consiglio studentesco 「こそこそ生徒会長」 - Kosokoso seito kaichō                                    | 12 agosto 2015    |         |
| 8   | Il vice presidente e le due perfide infermiere 「副会長と保健室の悪魔2匹」 - Fuku kaichō to hoken-shitsu no akuma 2-biki        | 19 agosto 2015    |         |
| 9   | La presidente, la tangente e lo smascheramento 「生徒会長と賄賂と暴露」 - Seito kaichō to wairo to bakuro                       | 26 agosto 2015    |         |
| 10  | Il regalo di mezza estate di Sawatari 「猿渡さんの真夏のプレゼン」 - Sawatari-san no manatsu no purezen                         | 2 settembre 2015  |         |
| 11  | La presidente compie 16 anni 「生徒会長16歳になる」 - Seito kaichō 16-sai ni naru                                               | 9 settembre 2015  |         |
| 12  | La famiglia della presidente 「会長の身内くん」 - Kaichō no miuchi-kun                                                          | 16 settembre 2015 |         |
| OAV | 「生徒会長とお風呂遊び」 - Seito kaichō to ofuro asobi – "La presidente e il gioco in bagno"                                    | 27 gennaio 2016   |         |

Seconda stagione
| Nº | Titolo italiano Giapponese 「Kanji」 - Rōmaji | In onda          | In onda |
| Nº | Titolo italiano Giapponese 「Kanji」 - Rōmaji | Giapponese       |         |
| 1  | L'allegra presidente del consiglio studentesco 「おたわむれ生徒会長」 - Otawamure seito kaichō                                                       | 2 ottobre 2016   |         |
| 2  | Festival di fine estate con il capo della disciplinare 「風紀委員長と晩夏のお祭り」 - Fūki iinchō to banka no omatsuri                               | 9 ottobre 2016   |         |
| 3  | La presidente del consiglio studentesco e la presidente del club di fotografia 「生徒会長と写真部部長」 - Seito kaichō to shashin-bu buchō           | 16 ottobre 2016  |         |
| 4  | Il capo della commissione disciplinare si risveglia 「風紀委員長の覚醒（仮）」 - Fūki iinchō no kakusei (kari)                                       | 23 ottobre 2016  |         |
| 5  | La lunga notte del vice presidente 「副会長の長い夜」 - Fuku kaichō no nagai yoru                                                                    | 30 ottobre 2016  |         |
| 6  | Un pericoloso pomeriggio con Niikura 「新倉さんと危険な昼下がり」 - Niikura-san to kiken na hirusagari                                               | 6 novembre 2016  |         |
| 7  | L'inesorabile scontro tra la presidente e il capo della disciplinare 「会長と風紀委員長の譲れない戦い」 - Kaichō to fūki iinchō no yuzurenai tatakai | 13 novembre 2016 |         |
| 8  | L'impegno della presidente e le tentazioni invernali 「生徒会長の頑張りと冬の誘惑」 - Seito kaichō no ganbari to fuyu no yūwaku                      | 20 novembre 2016 |         |
| 9  | Il desiderio nascosto della presidente del club di fotografia 「写真部部長の秘めたる欲望」 - Shashin-bu buchō no himetaru yokubō                     | 27 novembre 2016 |         |
| 10 | Le preoccupazioni del capo della disciplinare 「生徒会長と風紀委員長の懊悩」 - Seito kaichō to fūki iinchō no ōnō                                    | 4 dicembre 2016  |         |
| 11 | Le disavventure del vice presidente e del tesoriere 「副会長と会計の何らかの前進」 - Fuku kaichō to kaikei no nanraka no zenshin                     | 11 dicembre 2016 |         |
| 12 | La vigilia di Natale tutti assieme 「生徒会長(+α)と聖なる夜を」 - Seito kaichō (+ α) to seinaru yoru o                                               | 18 dicembre 2016 |         |